# Hipotética victoria del Eje en la Segunda Guerra Mundial

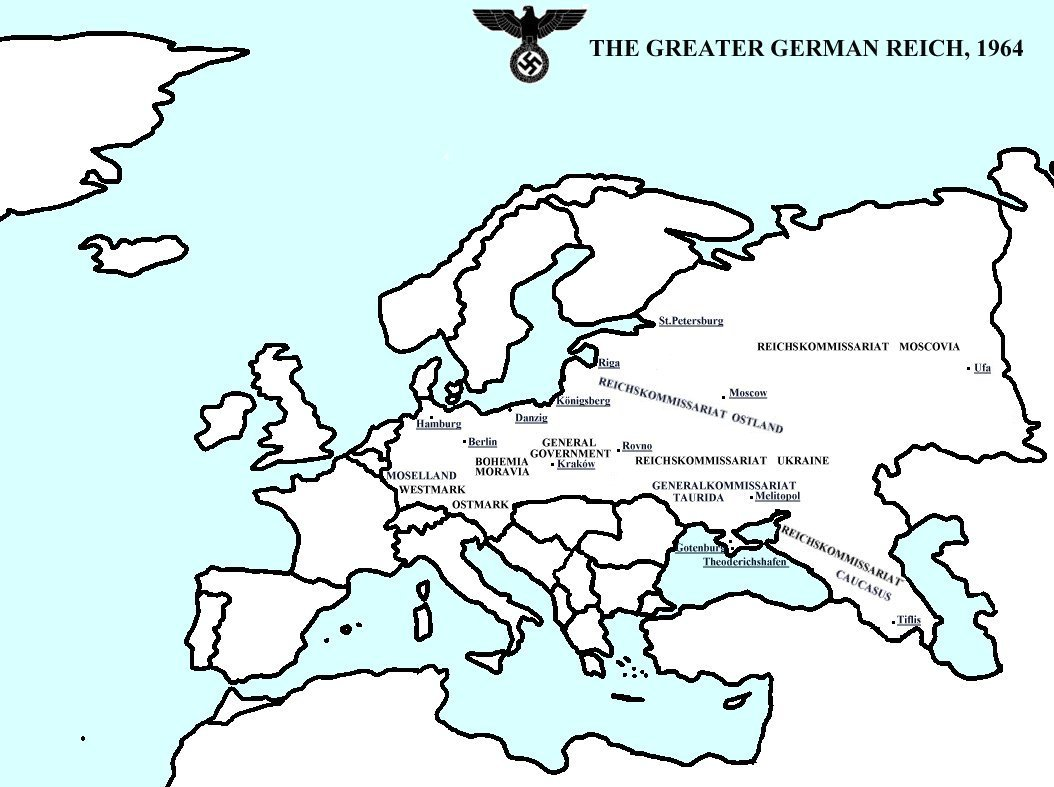
Mapa de Europa que muestra al Reich Alemán victorioso en 1964, tal como fue descrito en la novela de Robert Harris Fatherland, publicada en 1992. Aunque se trata de un libro de ficción, muchos nombres son reales o se inspiraron en la teoría nazi del lebernsraum.

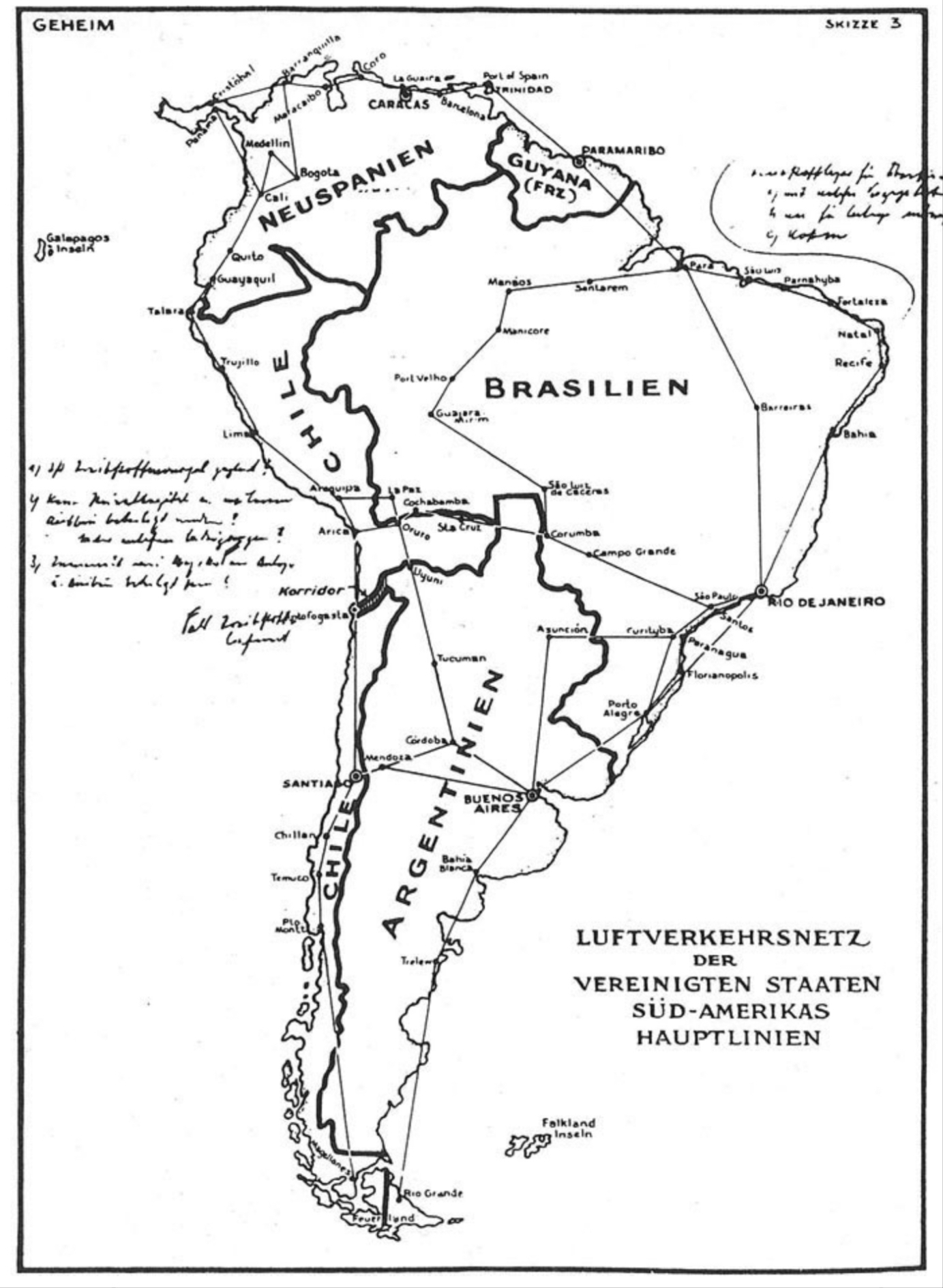
Mapa de los supuestos cambios territoriales en América del Sur en caso de una hipotética victoria del Eje en la Segunda Guerra Mundial, según denunció el presidente estadounidense Roosevelt en un discurso el 27 de octubre de 1941.

Una hipotética victoria del Eje en la Segunda Guerra Mundial se ha convertido en un concepto popular de historia contrafactual e historia alternativa, donde se expresan ideas acerca de qué hubiera sucedido si las potencias del Eje (liderados por Alemania, Italia y Japón) hubieran ganado la Segunda Guerra Mundial. Existen numerosos ejemplos escritos en varios idiomas.
El término Pax Germanica, del latino: «paz alemana», ha sido empleado para referirse a este teórico período, por analogía a otros términos similares para periodos históricos de paz, como la Pax Americana o la Pax Britannica. En algunos casos, este término ha sido utilizado para describir una hipotética victoria alemana en la Primera Guerra Mundial, tomando como precedente histórico los textos latinos que refieren a la Paz de Westphalia.
El tema de la victoria del Eje como el disparador de drama de ficción comenzó en el mundo anglosajón antes del comienzo de la Segunda Guerra Mundial, con la novela Swastika Night de Katharine Burdekin, publicada en 1937. Otras obras populares con la misma temática incluyen: The Man in the High Castle de Philip K. Dick (1962), SS-GB de Len Deighton (1978) y Fatherland de Robert Harris (1992). 
Algunos autores señalan que el persistente interés en una eventual victoria del Eje es el resultado de la enorme variedad de conjeturas que esta hipótesis dispara, como por ejemplo, cómo los individuos comunes lidian con la humillación y la ira de haber sido dominados.

## Representación de victoria del Eje en la ficción

### Motivos y temas centrales
Por lo general se describe una sociedad distópica, con un  trasfondo melancólico. La audiencia se ve envuelta en una trama tensa dentro de una atmósfera oscura. Algunos ejemplos de escritores que han utilizado este recurso incluyen a Philip K. Dick, Stephen Fry, Robert Harris y Philip Roth entre muchos otros.

### Representaciones tempranas
La Noche de la Esvástica, escrita en 1937 por Katherine Burdekin bajo el seudónimo Murray Constantine, es un caso único dado que fue publicada antes que comenzara la Segunda Guerra Mundial. De esta forma, ha sido clasificada como una novela futurista más que una historia alternativa. El periodista Darragh McManus publicó una nota en The Guardian, donde señala que «a pesar de un gran salto de imaginación, La Noche de la Esvástica plantea una historia terriblemente coherente y plausible», añadiendo que: «teniendo en cuenta cuándo se publicó, y cuán poco de lo que sabemos del régimen nazi se conocía en aquel momento, la novela es inquietantemente profética y perceptiva sobre la naturaleza del nazismo». El periodista destacó especialmente la «violencia y la falta de sentido», así como la «irracionalidad y superstición» que se encuentran en la dictadura instalada tras la victoria.
La primera historia alternativa como tal fue publicada en 1945, meses después del suicidio de Hitler. Titulada Nosotros, Adolf I, su autor fue el húngaro Laszlo Gaspar. La novela imagina la victoria alemana tras la batalla de Stalingrado, que llevó a un victorioso Hitler a coronarse a sí mismo como un nuevo emperador moderno. Erigiendo en Berlín un enorme palacio imperial que incorpora elementos de la Torre Eiffel y la Estatua de la Libertad, entre otros espectáculos, el déspota narcisista prepara un matrimonio dinástico con una princesa japonesa para procrear un heredero que gobernaría el mundo entero.
La novela El último judío, cuyo título original es Ha-Yehudi Ha'Aharon (היהודי האחרון), escrita por el médico y activista sionista revisionista Jacob Weinshall, fue publicada en Tel Aviv en 1946. La historia se sitúa en un futuro lejano donde el mundo ha sido completamente dominado por los nazis y gobernado por una "Liga de Dictadores". Tras el descubrimiento de un último sobreviviente judío escondido en Madagascar, el gobierno planea ejecutarlo públicamente  durante los próximos Juegos Olímpicos. Sin embargo, poco antes de este evento, la luna cambia su eje y se acerca abruptamente a la Tierra, como resultado un intento fallido de colonización. La catástrofe provoca el fin de la civilización humana y, por lo tanto, del dominio nazi. El texto hebreo de Weinshall, nunca fue traducido completa y formal a otros idiomas. La novela no debe confundirse con la novela de Yoram Kaniuk El último judío, que ha sido traducida al inglés.
La obra Paz en nuestro tiempo explora un Londres dominado por los fascistas y los efectos nocivos de la ocupación en la gente común. El dramaturgo inglés Noël Coward, cuyo nombre apareció en la lista de arrestos de la Gestapo en caso de que se consumara una invasión al Reino Unido, fue el autor de la obra. Debutó en el escenario en 1947. Aunque al principio no tuvo la recepción esperada, el interés en la obra de Coward ha persistido, así como los temas específicos que trata, a partir de los cuales se han realizado obras posteriores, incluso en el siglo XXI.

### Otras obras

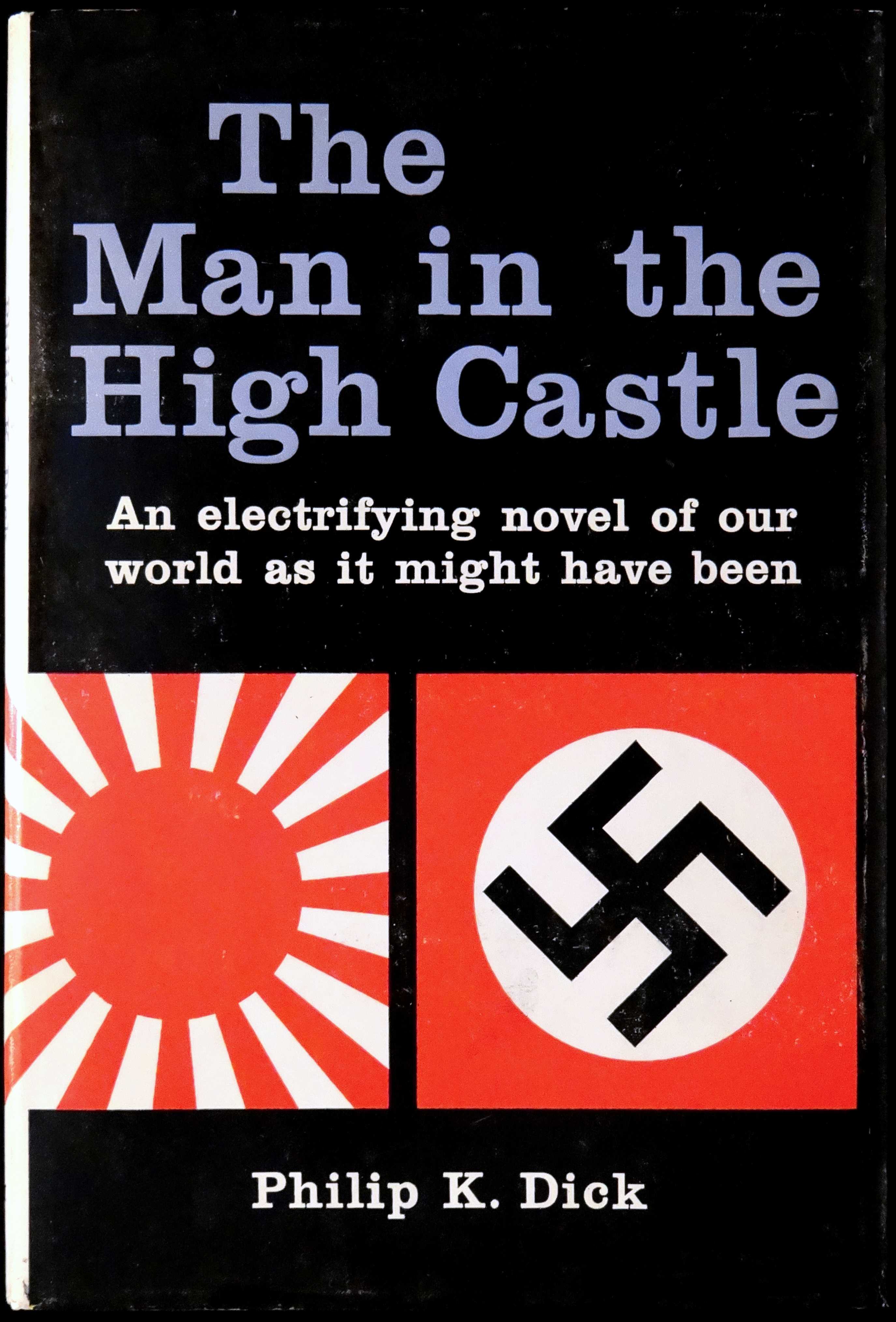
Portada de El hombre en el castillo, de Philip K. Dick, en una edición de 1962.

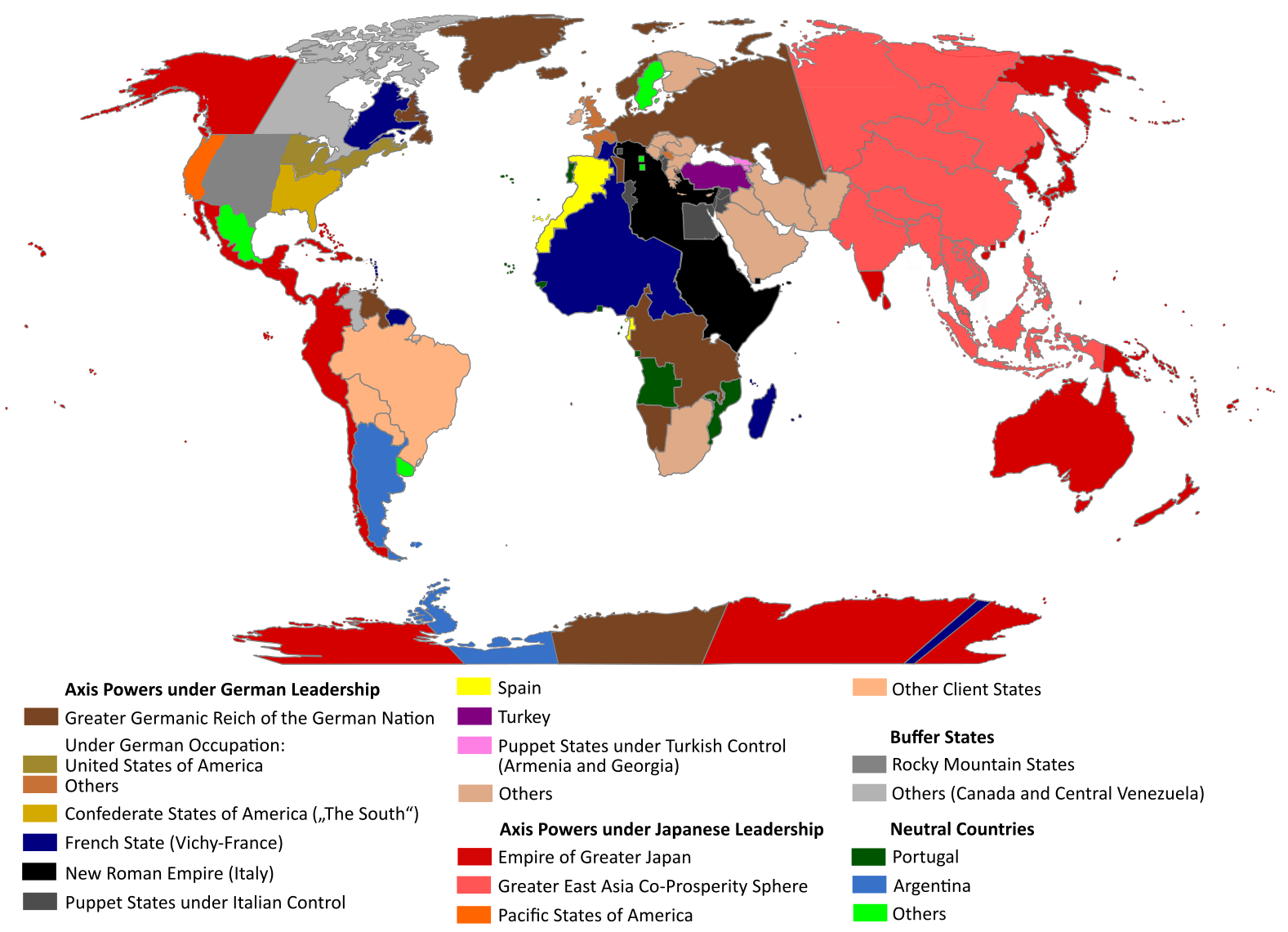
Mapamundi político aproximado de El hombre en el castillo en el año 1962.

Obras notables que tratan la temática de una victoria del Eje:

#### Literatura
- La Noche de la esvástica de Katharine Burdekin (1937)
- El sonido de su cuerno de Sarban (1952)
- Espacio viviente de Isaac Asimov (1956)
- El gran tiempo  de Fritz Leiber (1957)
- El hombre en el castillo de Philip K. Dick (1962)
- El sueño de hierro de Norman Spinrad (1972)
- La solución definitiva por Eric Norden (1973)
- SS-GB Por Len Deighton (1978)
- The Divide por William Overgard (1980)
- Los soldados de Bush por John Hooker (1984)
- La Operación Proteus por James P. Hogan (1985)
- Thor conoce al Capitán América por David Brin (1986)
- Budspy de David Dvorkin (1987)
- El último artículo de Harry Turtledove (1988)
- Enfrentamiento de águilas de Leo Rutman (1990)
- Fatherland, de Robert Harris (1992)
- No Retreat de John Bowen (1994)
- 48 de James Herbert (1996)
- Attentatet i Pålsjö skog de Hans Alfredson (1996)
- Haciendo historia de Stephen Fry (1996)
- Contra el día de Michael Cronin (1999)
- Después de Dachau de Daniel Quinn (2001)
- Colaborador de Murray Davies (2003)
- En Presencia de mis Enemigos de Harry Turtledove (2003)
- Mobius Dick de Andrew Crumey (2004)
- La conjura contra América de Philip Roth (2004)
- Warlords of Utopia de Lance Parkin (2004)
- Farthing, Ha'penny, y Half a Crown, de Jo Walton (2006–2008)
- Resistencia de Owen Sheers (2007)
- El sombrero del conquistador de John Maddox Roberts (2011)
- Dominion de C. J. Sansom (2012)
- A Kill in the Morning de Graeme Shimmin (2014)
- El Plan Madagascar de Guy Saville (2015)
- Contrafactuales. ¿Y si todo hubiera sido diferente? de Richard J. Evans (2018)[8]

Ciertos escenarios contrafácticos también han sido descritos en artículos científicos:
- What If?: The World's Foremost Military Historians Imagine What Might Have Been contiene "Cómo Hitler podría haber ganado la guerra" por John Keegan.
- Virtual History: Alternatives and Counterfactuals, editados por Niall Ferguson, contiene "Hitler's England: What if Germany had invaded Britain in May 1940?" de Andrew Roberts y Niall Ferguson, y "Nazi Europe: What if Nazi Germany had defeated the Soviet Union?" de Michael Burleigh..

El bookazine All About History comienza con What if...Book of Alternate History (2019). Entre los artículos se encuentran What if...Germany had won the Battle of Britain? y What if...The Allies had lost the Battle of the Atlantic?

#### Películas
- Went the Day Well? (1942)
- It Happened Here (1966)[9]
- Philadelphia Experiment II (1993)
- Fatherland (1994), basada en la novela de 1992.
- Jackboots on Whitehall (2010)

#### Televisión
- The Other Man (1964)
- Doctor Who: "Inferno" (1970)
- An Englishman's Castle (1978)

Mapa de los Estados Unidos, tal como es descrito en la serie El hombre en el castillo. Aunque Denver es la capital de la Zona Neutral, Cañon City es la ciudad más poblada.

- Star Trek: The Original Series: "The City on the Edge of Forever" (1967)
- Justice League: "The Savage Time" (2002)
- Star Trek: Enterprise: "Zero Hour"/"Storm Front" (2004)
- Misfits: Season 3, Episode 4 (2011)
- The Man in the High Castle (2015–2019), una serie de Amazon basada en la novela.[10]
- SS-GB (2017), una miniserie de la BBC basada en la novela.
- Crisis on Earth-X (2017), episodio de cuatro partes con un crossover entre Supergirl, Arrow, The Flash, and DC's Legends of Tomorrow.
- Pennyworth (2019-2022), se sitúa en un Reino Unido alternativo de los años 60, dónde el Tercer Raich todavía se mantiene en pie.[11][12]

## Estudios culturales
Académicos como Gavriel David Rosenfeld en The World Hitler Never Made: Alternate History and the Memory of Nazism (2005), han iniciado investigaciones sobre ese subgénero y sus variadas implicancias como un sujeto de estudio académico a gran escala.